# Mieczysław Rakowski
Mieczysław Franciszek Rakowski (ur. 1 grudnia 1926 w Kowalewku-Folwarku, zm. 8 listopada 2008 w Warszawie) – polski polityk komunistyczny, historyk i dziennikarz.
Wiceprezes Rady Ministrów w rządzie Wojciecha Jaruzelskiego (1981–1985), prezes Rady Ministrów w latach 1988–1989, poseł na Sejm PRL VI, VII, VIII i IX kadencji, ostatni I sekretarz Komitetu Centralnego Polskiej Zjednoczonej Partii Robotniczej (1989–1990).

## Życiorys

### Młodość

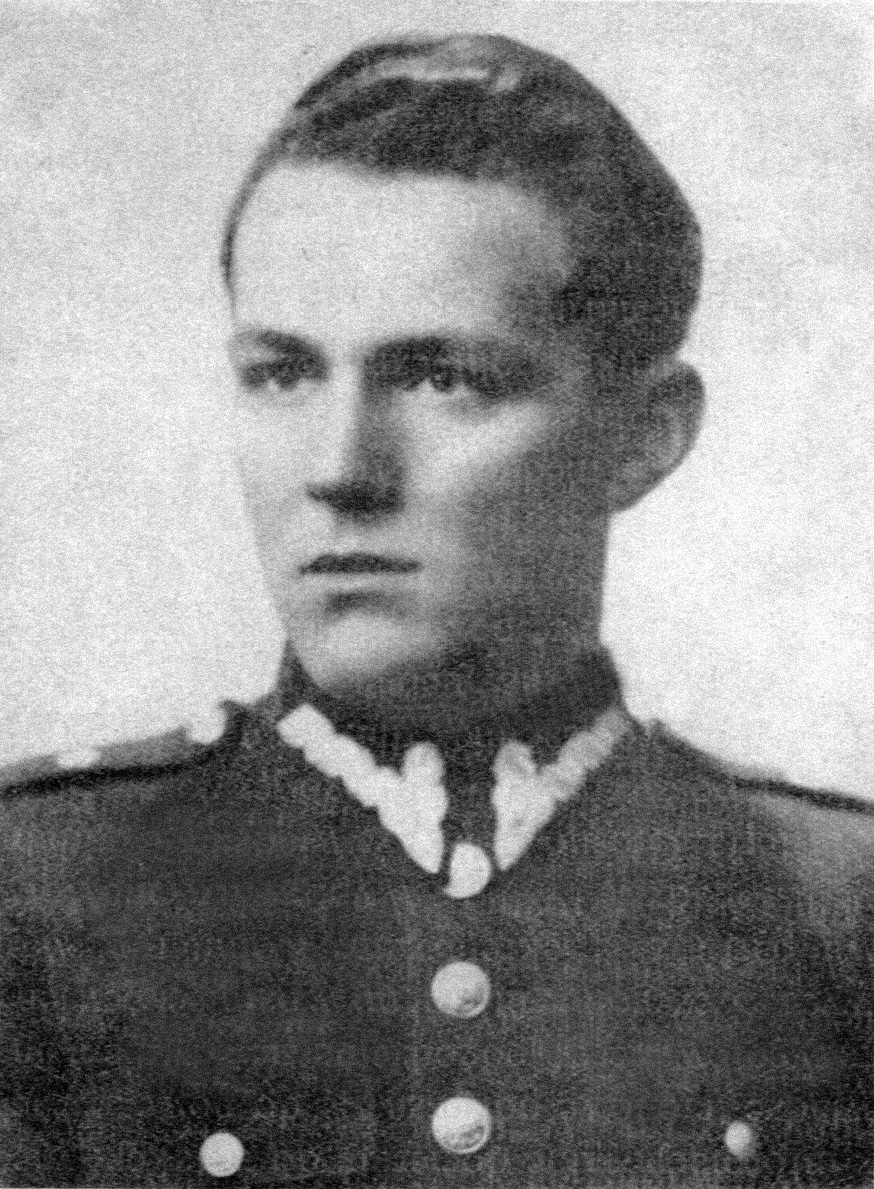
M.F. Rakowski jako młody żołnierz (1945)

Pochodził z Wielkopolski. Urodził się 1 grudnia 1926. Był synem rolnika Franciszka Rakowskiego i Marii Mazurkiewicz. Do wybuchu wojny ukończył cztery klasy szkoły powszechnej. Jego ojciec został rozstrzelany przez Niemców, a rodzina wysiedlona. W okresie okupacji niemieckiej nie chodził do żadnej szkoły.
Pracował w Poznaniu jako robotnik w Zakładach Naprawczych Taboru Kolejowego. 23 stycznia 1945 zgłosił się do wojska. W kwietniu tego samego roku został skierowany do szkoły oficerskiej. Odbył kilkumiesięczne szkolenie w Szkole Oficerów Polityczno-Wychowawczych im. Ludwika Waryńskiego w Łodzi. W 1951 został przeniesiony do rezerwy w stopniu kapitana.
W 1949 ukończył kurs dziennikarzy KC PZPR. Studiował następnie w Instytucie Nauk Społecznych w Warszawie (studia ukończył w 1955). W 1956 doktoryzował się tam z nauk historycznych pod kierunkiem Bronisława Krauzego.

### Działalność polityczna w Polsce Ludowej

#### Lata 1946–1988
W grudniu 1946 Mieczysław Rakowski wstąpił do Polskiej Partii Robotniczej, następnie działał w Polskiej Zjednoczonej Partii Robotniczej od początku jej istnienia (tj. od 1948). Zaliczany do „puławian” podczas walki o władzę w kierownictwie PZPR w połowie lat pięćdziesiątych. Od 1957 był pracownikiem politycznym Komitetu Centralnego PZPR w Warszawie (z przerwami na naukę).
Po likwidacji przez władze pisma „Po prostu” i wprowadzeniu na rynek mającej być mniej krytyczną wobec władz „Polityki”, od 1958 do 1982 pozostawał związany z tym pismem jako zastępca, a później redaktor naczelny tego pisma (do 1982).
Działał w Stowarzyszeniu Dziennikarzy Polskich (od 1951), będąc m.in. prezesem zarządu głównego w okresie 1958–1961. Od 1982 był członkiem Stowarzyszenia Dziennikarzy PRL.
Od 1972 do 1989 nieprzerwanie sprawował mandat posła na Sejm PRL. W Sejmie IX kadencji piastował funkcję wicemarszałka (do 17 czerwca 1988).
W 1975 został członkiem Komitetu Centralnego PZPR. W latach 1981–1983 był członkiem Komisji KC PZPR powołanej dla wyjaśnienia przyczyn i przebiegu konfliktów społecznych w dziejach Polski Ludowej.
W 1981 Sejm PRL VIII kadencji powołał go na urząd wicepremiera w rządzie Wojciecha Jaruzelskiego, który sprawował do 1985. Równolegle sprawował stanowisko przewodniczącego Komisji Rady Ministrów ds. Dialogu ze Związkami Zawodowymi (1981–1985) i członka Narodowej Rady Kultury (1983–1990). 25 sierpnia 1983 wziął udział w spotkaniu ze stoczniowcami Stoczni Gdańskiej w sali BHP. Wśród nich był Lech Wałęsa. W latach 1986–1988 członek Społecznego Komitetu Odnowy Starego Miasta Zamościa. 
Po wprowadzeniu stanu wojennego Rakowski był jednym ze zwolenników rozwiązania PZPR lub zawieszenia jej działalności – powoływał się na rozwiązanie węgierskie, gdzie w 1956 w miejsce Węgierskiej Socjalistycznej Partii Robotniczej powstała Węgierska Partia Pracujących. Rakowski twierdził, że taki krok „uwiarygodniłby decyzję o wprowadzeniu stanu wojennego”. Wojciech Jaruzelski był przeciwny takiemu rozwiązaniu. Uważał, że na Węgrzech nowa partia powstała po „pełnym załamaniu się swej poprzedniczki”, zaś w Polsce PZPR, choć w 1981 utraciła pewną liczbę swych członków i sporo swojego autorytetu, zachowała strukturę organizacyjną i stanowi nadal pewną siłę polityczną. Innym powodem przeciwko rozwiązaniu partii była też utrata wizerunku międzynarodowego wśród sojuszników.
W grudniu 1987 został członkiem Biura Politycznego KC PZPR.

#### Rząd Mieczysława Rakowskiego
27 września 1988 został powołany na Prezesa Rady Ministrów, zastępując Zbigniewa Messnera. Rząd Mieczysława Rakowskiego podjął próby reform gospodarczych, doprowadzając m.in. do uchwalenia w 1988 przez Sejm IX kadencji przejrzystej i korzystnej dla drobnych i średnich przedsiębiorców ustawy o działalności gospodarczej tzw. ustawy Wilczka (każda niezabroniona działalność gospodarcza jest dozwolona i popierana), przygotowanej przez ówczesnego ministra przemysłu Mieczysława Wilczka, kładącej podstawy pod przywrócenie w Polsce wolnego rynku po upadku i demontażu tzw. realnego socjalizmu. Obecnie już nieobowiązująca ustawa Wilczka była często chwalona za swoje odbiurokratyzowanie i przejrzystość przez ekonomistów i polityków różnych opcji. Rząd Rakowskiego doprowadził także do przyjęcia ustaw umożliwiających komercjalizację niektórych przedsiębiorstw państwowych i urynkawiających ceny. Natomiast szczególne kontrowersje i krytykę, zwłaszcza wśród ówczesnych środowisk opozycyjnych, wywołała decyzja rządu o złożeniu do sądu wniosku o upadłość Stoczni Gdańskiej im. Lenina, historycznej kolebki ruchu związkowego i społecznego „Solidarność”. Rządowi Rakowskiego wytykano także przygotowanie i doprowadzenie do uchwalenia 17 maja 1989 przez Sejm szczególnie korzystnej dla polskiego Kościoła rzymskokatolickiego ustawy o stosunku państwa do Kościoła, powołującej m.in. Komisję Majątkową, legitymizującej – funkcjonującą już wcześniej w okresie PRL, tj. od 1949 – Komisję Wspólną Rządu i Episkopatu jako nadrzędne ciało konsultatywne pomiędzy władzami państwowymi a kościelnymi, czy też poszerzającej uprawnienia finansowe Funduszu Kościelnego. W związku z tym niektórzy późniejsi krytycy polityki premiera Rakowskiego zarzucali mu położenie podwalin pod powstanie w Polsce państwa wyznaniowego.
15 marca 1989 Rada Ministrów pod jego przewodnictwem podjęła uchwałę o anulowaniu decyzji Tymczasowego Rządu Jedności Narodowej z września 1946 o pozbawieniu obywatelstwa m.in. generałów Andersa, Kopańskiego, Chruściela i Maczka, a także Stanisława Mikołajczyka. 26 lutego 1989 dostarczono generałowi Maczkowi prywatny list od premiera Rakowskiego z przeprosinami za odebranie obywatelstwa.
Mieczysław Rakowski był wielkim entuzjastą reform Deng Xiaopinga, wnioskować to można po jego przemyśleniach znajdujących się w książce Przemiany i szanse socjalizmu (2004) wydanej przez Stowarzyszenie Marksistów Polskich. Wpływ na to mogło mieć rzekomo wydanie książki przez wydawnictwo Książka i Wiedza pt. Chińska droga do socjalizmu Deng Xiaopinga w 1988. Podobne przeświadczenia na temat podobieństw, wykładał w ostatnich latach prof. Andrzej Zawistowski ze Szkoły Głównej Handlowej w Warszawie, bądź polski publicysta Jakub Majmurek z „Krytyki Politycznej”.

#### Obrady Okrągłego Stołu, wybory w 1989
Za jego premierostwa doszło także do historycznych rozmów Okrągłego Stołu (poprzedzonych rozmowami w Magdalence, rozpoczętymi równolegle z powołaniem Mieczysława Rakowskiego na stanowisko premiera) pomiędzy rządzącą wówczas PZPR a opozycyjną „Solidarnością”, wskutek których podpisano porozumienie obejmujące m.in. przeprowadzenie 4 czerwca 1989 pierwszych w Polsce po II wojnie światowej – częściowo – wolnych wyborów parlamentarnych do tzw. Sejmu kontraktowego – Sejmu PRL X kadencji (1989–1991). W wyniku wyborów parlamentarnych z czerwca 1989 otrzymał 8 213 671 (48,17%) głosów i nie uzyskał mandatu parlamentarnego. 2 sierpnia podał się do dymisji z funkcji premiera.

### Dalsza działalność w III RP

#### Lata 1989–1999
W lipcu 1989 po odejściu Wojciecha Jaruzelskiego z kierownictwa partii objął funkcję pierwszego sekretarza KC PZPR, doprowadzając do jej rozwiązania w styczniu 1990. Następnie został członkiem Socjaldemokracji Rzeczypospolitej Polskiej, którym był aż do jej rozwiązania w 1999.
W wyniku prowadzonego w latach 1990–1993 postępowania w związku z tzw. moskiewską pożyczką został mu przedstawiony zarzut popełnienia przestępstwa. Postępowanie zostało umorzone w 1993.

#### Wycofanie się z życia publicznego
Od tego czasu Rakowski wycofał się z czynnego życia politycznego, brał jednak udział w debatach publicznych – był redaktorem naczelnym pisma „Dziś”, pisywał do „Trybuny”, wydał dzienniki (10 tomów obejmujących lata 1958–1989), jak również dziennik z lat 1991–2006 (Polski przekładaniec). Od 2003 do 2004 prowadził swój własny talk-show w stacji TVP3, do którego zapraszał znane postaci z okresu PRL.
Był członkiem komitetu wyborczego Włodzimierza Cimoszewicza w wyborach prezydenckich w 2005.

### Praca akademicka
Był wykładowcą Wyższej Szkoły Humanistyczno-Ekonomicznej w Łodzi.

### Śmierć i pogrzeb

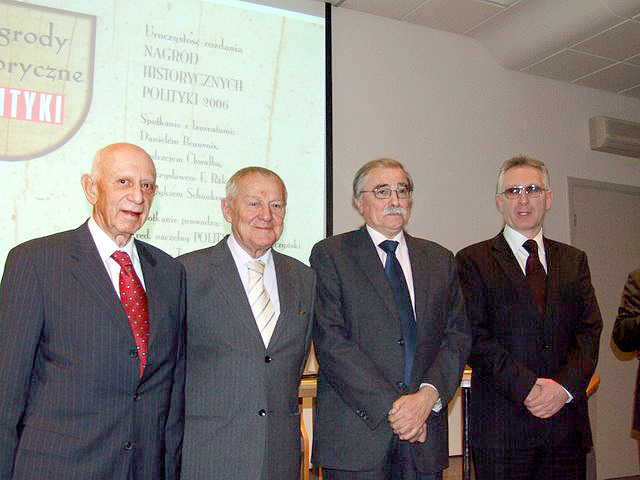
Henryk Schönker, Mieczysław Rakowski, Daniel Beauvois i Andrzej Chwalba podczas przyznawania Nagrody Historycznej Polityki w 2006

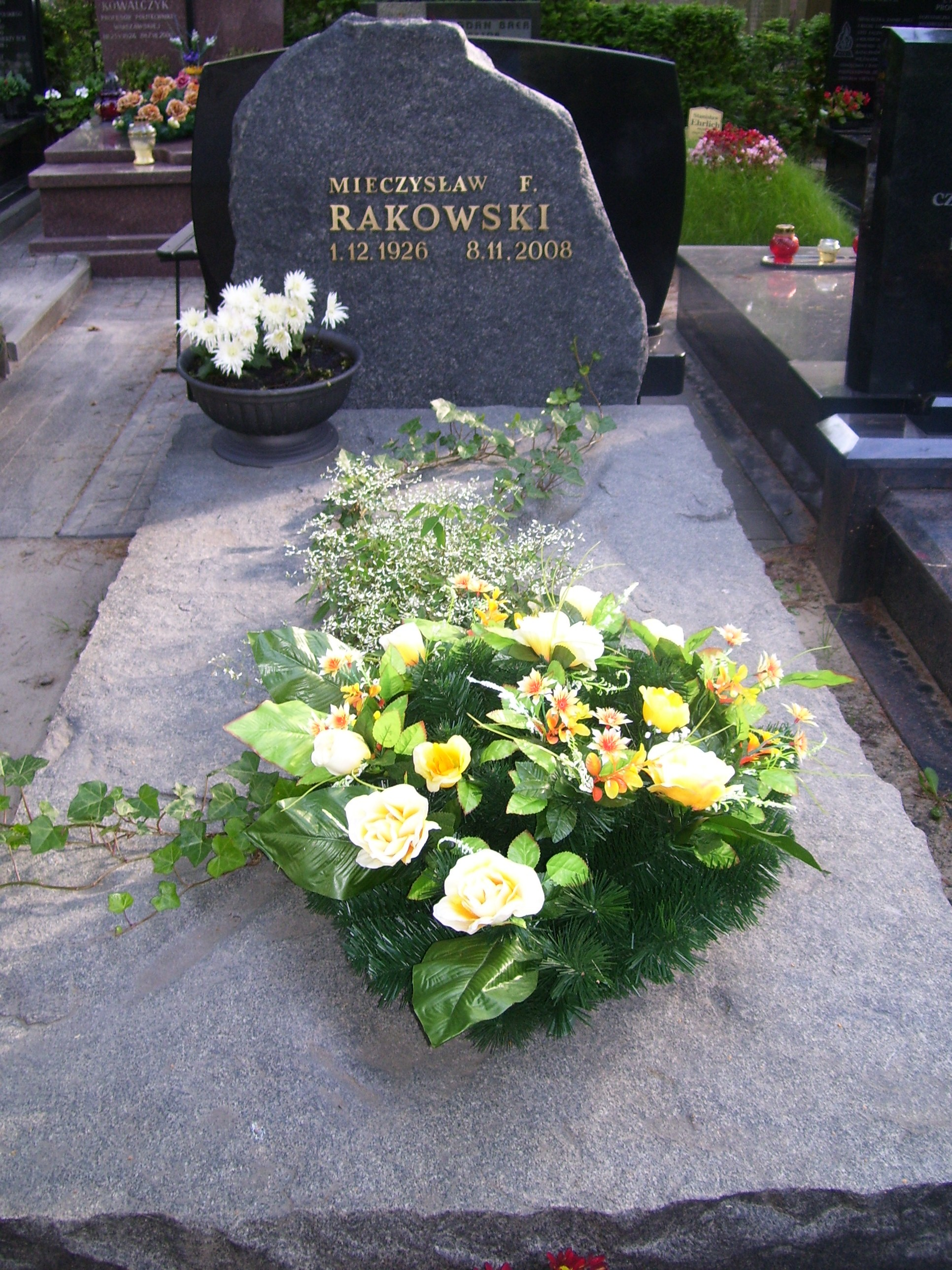
Grób Mieczysława Rakowskiego na Powązkach

W ostatnich latach życia cierpiał na nowotwór. Zmarł w szpitalu w Warszawie. Został pochowany 18 listopada 2008 na Cmentarzu Wojskowym na Powązkach (kwatera A3 tuje-1-10). Przemówienie w domu przedpogrzebowym wygłosił były prezydent RP Wojciech Jaruzelski, a nad grobem były prezydent RP Aleksander Kwaśniewski oraz dziennikarz Daniel Passent w imieniu dziennikarzy tygodnika „Polityka”.

## Życie prywatne
Był mężem skrzypaczki Wandy Wiłkomirskiej, z którą miał dwóch synów. W 1986 ożenił się z aktorką Elżbietą Kępińską, z którą pozostał do swojej śmierci w 2008.

## Odznaczenia i wyróżnienia
- Krzyż Wielki Orderu Odrodzenia Polski (1997)[40]
- Krzyż Komandorski z Gwiazdą Orderu Odrodzenia Polski
- Order Sztandaru Pracy I klasy
- Order Sztandaru Pracy II klasy
- Złoty Krzyż Zasługi
- Medal 10-lecia Polski Ludowej (1955)[41][42][43]
- Medal 40-lecia Polski Ludowej[44]
- Medal im. Ludwika Waryńskiego (1988)[45]
- Odznaka honorowa I stopnia „Zasłużony dla Polskich Linii Lotniczych – Lot” z trzema diamentami (1989)[46]
- Odznaka „Za zasługi dla rozwoju prasy polskiej i Stowarzyszenia Dziennikarzy Polskich” (1974)[47]
- Złota odznaka „Za zasługi dla dziennikarstwa” (1985)[48]
- Złota odznaka Stowarzyszenia Dziennikarzy PRL (1987)[49]
- Medal pamiątkowy „40-lecia PZPR” (1988)[50]
- Nagroda indywidualna RSW „Prasa-Książka-Ruch” za rok 1975[51]
- Nagroda im. Ludwika Waryńskiego (1988) za wspomnienia wydane pt. Czasy nadziei i rozczarowań (Spółdzielnia Wydawnicza „Czytelnik”, 1987)[52]

## Publikacje
- Niemiecka Republika Federalna z bliska (1958)
- Nowy świat: notatki z podróży po ZSRR (1959)
- Socjaldemokratyczna Partia Niemiec w okresie powojennym, 1949–1954: problemy i idee (1960)
- Ameryka wielopiętrowa: dziennik podróży (1964)
- Dyskusje, propozycje, decyzje (1965)
- Tematy dnia (1967)
- Klimaty w RFN (1971)
- Polityka zagraniczna PRL: szkice z historii trzydziestolecia (1974)
- Dymisja kanclerza (1975)
- Polska polityka zagraniczna (1975)
- Spełnione i niespełnione (1977)
- Przesilenie grudniowe: przyczynek do dziejów najnowszych (1981)
- Rzeczpospolita na progu lat osiemdziesiątych (1981)
- Partnerstwo (1982)
- Trudny dialog (1983)
- Czasy nadziei i rozczarowań (1986)
- Jak to się stało? (1991)
- Zanim stanę przed Trybunałem (1992)
- Gorbaczow: pierwszy i ostatni (1992)
- Do M.F. Rakowskiego pisali (1993)
- Dzienniki polityczne (1998–2005, dziesięć tomów obejmujących lata 1958–1990)
- Polska pod rządami PZPR, praca zbiorowa (2000)
- Polski przekładaniec. Tom 1 1991–1996 (2002)
- Polski przekładaniec. Tom 2 1997–2001 (2002)
- Przemiany i szanse socjalizmu (w konfrontacji z kapitalizmem od czasów Marksa po bliską przyszłość) (2004)
- Polski przekładaniec. Tom 3 2002–2003 (2007)
- Polski przekładaniec. Tom 4 2004–2006 (2007)